# Episodi di Professor Young (terza stagione)
La terza stagione della serie televisiva Professor Young viene trasmessa in Canada su YTV dal 16 ottobre 2012.
| nº       | Titolo originale     | Titolo italiano | Prima TV Canada  | Prima TV Italia |
| -------- | -------------------- | --------------- | ---------------- | --------------- |
| 1        | Mr. Candy            |                 | 16 ottobre 2012  | 2014            |
| 2        | Mr. & Mrs. Roboto    |                 | 6 novembre 2012  | 2014            |
| 3        | Mr. Magicc           |                 | 13 novembre 2012 | 2014            |
| 4        | Mr. Apartment        |                 | 20 novembre 2012 | 2014            |
| 5        | Mr. Hyde             |                 | 27 novembre 2012 | 2014            |
| 6        | Mr. Elf              |                 | 12 dicembre 2012 | 2014            |
| 7        | Mr. Time             |                 | 8 gennaio 2013   | 2014            |
| 8        | Mr. Pickles-In-Law   |                 | 15 gennaio 2013  | 2014            |
| 9        | Mr. Sci-Fi           |                 | 22 gennaio 2013  | 2014            |
| 10       | Mr. Tutor            |                 | 29 gennaio 2013  | 2014            |
| 11       | Mr. Club             |                 | 5 febbraio 2013  | 2014            |
| 12       | Mr. Heart            |                 | 14 febbraio 2013 | 2014            |
| 13       | Mr. Sasquawk         |                 | 19 febbraio 2013 | 2014            |
| 14       | Mr. Mr. Budget       |                 | 19 febbraio 2013 | 2014            |
| 15       | Mr. Double Date      |                 | 26 febbraio 2013 | 2014            |
| 16       | Mr. Love Letter      |                 | 5 marzo 2013     | 2014            |
| 17       | Mr. Freshman         |                 | 5 marzo 2013     | 2014            |
| 18-19-20 | Mr. First Impression |                 | 12 marzo 2013    | 2014            |
| 21       | Mr. Memory           |                 | 19 marzo 2013    | 2014            |
| 22       | Mr. Kidd             |                 | 26 marzo 2013    | 2014            |
| 23       | Mr. Court            |                 | 2 aprile 2013    | 2014            |
| 24       | Mr. Budget           |                 | 7 novembre 2013  | 2014            |
| 25       | Mr. Interview        |                 | 14 novembre 2013 | 2014            |
| 26       | Mr. Spin-Off         |                 | 21 novembre 2013 | 2014            |
| 27-28    | Mr. Finale           |                 | 28 novembre 2013 | 2014            |